# Panzergrenadier-Division Feldherrnhalle
Pour les articles homonymes, voir 60e division.
La Panzergrenadier-Division Feldherrnhalle (littéralement en français : la « division blindée de grenadiers Feldherrnhalle ») était une division d'infanterie mécanisée (en allemand : Panzergrenadier-Division) de l'Armée de terre allemande (la Heer), au sein de la Wehrmacht, pendant la Seconde Guerre mondiale.

## Création et différentes dénominations
- En mars 1938, la création du 120e régiment d'infanterie motorisée, élément cette division, est formé avec les hommes de la Standarte Feldherrnhalle l'élite de la SA.

## Théâtres d'opérations
- 15 octobre 1939 : formation à Dantzig.
- 6 avril au 28 mai 1941 : participe à l'invasion de la Grèce et de la Yougoslavie.
- Juin 1941 : participe à l'invasion de l'URSS, combat à Kiev, prend Dnepropetrovsk, Taganrog et Rostov.
- hiver 1941-1942 : prend part aux combats défensifs sur le Mious.
- été 1942 : participe à l'offensive d'été 1942, au sein du XIV. Panzerkorps qui sert de fer de lance à la 6. Armee dans son avance vers Stalingrad.
- automne 1942 : mène des combats défensifs au nord de Stalingrad pour contenir les tentatives soviétiques de briser l'isolement de la 62e Armée qui défend la ville.
- 23 novembre 1942 : l'unité est encerclée dans la poche de Stalingrad à la suite de l'opération Uranus.
- 31 janvier 1943 : l’unité disparaît à la suite de la capitulation des forces allemandes du Maréchal Paulus.

## Commandants
- Major général Otto Kohlermann (en)
- Oberst Hans-Adolf von Arenstorff (de)